# وقت چیدن گردوها
وقت چیدن گردوها فیلمی به کارگردانی ایرج امامی و نویسندگی فریبرز کامکاری محصول سال ۱۳۸۲ است. 'وقت چیدن گردوها' یکی از فیلم هایی است که در ایران بعد از مدتها بدون اکران در سینما به شبکه نمایش خانگی راه یافت و اجازه نمایش پیدا نکرد. شاید یک دلیل مهم آن به تصویر کشیدن احساسات یک طلبه جوان بوده است. آن هم طلبه ای که عاشق یک دختر جوان شده است.
فیلم وقت چیدن گردوها، داستان روحانی جوانی (پارسا پیروزفر) است که برای تصفیه نفس و دوره کردن درس هایش در جوار مرقد یکی از عارفان سکنی می گزیند. در آن جا متوجه بعضی اعمال خلاف متولی مرقد می شود و در می یابد که او این منصب را غصب کرده است. از طرف دیگر روحانی جوان به تنها دختر این متولی به نام حیات (لادن مستوفی) علاقه مند می شود و حیات نیز به طرف او متمایل می گردد اما برای آنها مشکلاتی به وجود می آید. 
- پارسا پیروزفر
- لادن مستوفی
- حسن مهمانی
- امیر عباسی
- درین دست باز
- علی عطایی